# Дата Туташхія
Дата Туташхія (груз. დათა თუთაშხია) — епічний історичний роман грузинського письменника Чабуа Аміреджібі, написаний у 1973—1975 роках і перекладений автором російською мовою в 1976 році. Роман змальовує широку панораму дореволюційного грузинського суспільства кінця ХIХ — початку ХХ сторіччя. Його головний герой, Дата Туташхіа, що носить ім'я героя язичницької грузинської міфології Туташхі, ставить за мету викорінити зло і покращити світ, що приводить його на шлях конфлікту з законом і державою і перетворює на вигнанця. Розповідь ведеться від імені імперського жандарма, графа Сегеди, який часто передає мову іншим героям (жандарм, робітник, революціонер, розбійник, лікар, інженер, адвокат, поліцмейстер, священик, вчитель, стражник, ремісник...). Книга та знятий за нею художній фільм перетворили Дата Тутаскію на культового героя, широко популярного в Грузії.
Роман витримав кілька видань у Грузії та в СРСР, і перекладений рядом європейських мов. Українською мовою друкувався у 1984 видавництвом художньої літератури «Дніпро», та у 2018 році видавництвом Фоліо.

## Сюжет і структура
Роман складається з чотирьох частин, кожній з яких у вигляді епіграфа передує глава грузинського язичницького міфу з колхідської міфології про духовний пошук бога Туташхі. Оповідання пов'язані загальним сюжетом новели графа Сегеді, який служив наприкінці XIX — початку XX століття начальником кавказької жандармерії. Вони містять розповіді різних людей, які зустрічали на своєму шляху Дату Туташхіа. Серед них сам граф Сегеді, який спостерігав за переплетенням доль двоюрідних братів, Дати Туташхіа і Мушні Зарандіа, які самозабутньо люблять один одного, наділених рівновеликим талантом, але в силу моральних причин живуть у двох протиборчих світах. Серед оповідачів представники духовенства, простого народу та грузинської інтелігенції, стурбованої долями грузинської нації. У романі звучать голоси різних представників грузинського суспільства, через долі різних людей вимальовується картина життя того часу.
Рано осиротівши, Дата Туташхіа виріс у сім'ї простого, але дуже освіченого дячка Магалі Зарандіа, де крім двох своїх дітей виховувалися і троє прийомних. Саме тут, у будинку «кохання і чесноти», було закладено основи моральності двох схожих як близнюки братів, Дати Туташхіа та Мушні Зарандіа, взаємини яких становлять основну сюжетну лінію оповідання. Безглузда випадковість змусила Дату вступити на шлях вигнання і в постійній втечі від охоронців закону знайшлося застосування його неабияких здібностей. Його двоюрідний брат вибрав шлях служіння Російської імперії, де він розраховував принести користь своєму народові.
Все життя Дати Туташхіа — безперервна боротьба з оточуючим його злом, від дрібних його проявів до жорстоких злочинів. В юності він захищав слабких і допомагав знедоленим, сподіваючись, що і вони, у свою чергу, допоможуть іншим. Маючи ясний розум, Дата швидко виявив масу небажаних, а часом і жорстоких наслідків своїх шляхетних по суті дій. Відтоді Дата Туташхіа вирішив, що рід людський не гідний його допомоги і перестав втручатися в чужі справи. Але йшов час, духовні шукання дати привели його до нових висновків і він знову вступив в боротьбу зі злом, знищуючи його насильством, що знову не призвело до бажаного результату.
У цей же час підлеглий графа Сегеді Мушні Зарандіа працював у жандармерії, де, завдяки ясному розуму і прищепленій з дитинства моральній чистоті, успішно вирішував складні розшукові завдання, викликаючи щире захоплення графа. Йому цілком вдавалося домагатися своїх цілей, граючи на низинних спонуканнях людей, що оступилися, не зачіпаючи інтересів добропорядних громадян. Невловимий брат-абраг був єдиним вразливим місцем Мушні, і в міру сил він розв'язував цю проблему законними методами, спочатку видавши ордер на помилування, а після другої втечі Нати Туташхіа в абраги, умовив його здатися владі й сісти у в'язницю.
Дата Туташхіа гине від руки власного сина-підлітка, потрапивши в пастку, розставлену братом-жандармом, який перебрався до Санкт-Петербургу. Граф Сегеді, який на той час пішов у відставку, вважає, що петербурзьке призначення Мушні призвело до трансформації його колишніх моральних принципів. Здогадавшись за непрямими ознаками про намір Мушні знищити брата, граф Сегеді робить спробу врятувати Дату Туташхіа, ясно показуючи, на чиєму він боці в суперечці двох братів завдовжки в ціле життя. Для полковника жандармерії Мушні Зарандіа вирішення цієї суперечки також виявляється згубним: за три роки він помирає від важкої форми меланхолії.

## Адаптація
1977 року на кіностудії «Грузія-фільм» за мотивами роману знято радянський багатосерійний фільм «Береги».